# Melville (Louisiana)
Melville is een plaats (town) in de Amerikaanse staat Louisiana, en valt bestuurlijk gezien onder St. Landry Parish.

## Demografie
Bij de volkstelling in 2000 werd het aantal inwoners vastgesteld op 1376.
In 2006 is het aantal inwoners door het United States Census Bureau geschat op 1386, een stijging van 10 (0.7%).

## Geografie
Volgens het United States Census Bureau beslaat de plaats een oppervlakte van
3,3 km², waarvan 3,2 km² land en 0,1 km² water. Melville ligt op ongeveer 11 m boven zeeniveau.
Melville ligt aan de Atchafalaya River.

## Plaatsen in de nabije omgeving
De onderstaande figuur toont nabijgelegen plaatsen in een straal van 24 km rond Melville.